# グッドニュース (テレビドラマ)
『グッドニュース』は、1999年4月11日から6月27日までTBS系列の「東芝日曜劇場」枠で放送されたテレビドラマ。

## 概要
中居正広にとっては初めての「日曜劇場」枠での主演だったが、平均視聴率は11.1%と一桁視聴率を3回記録するなど低迷した。ただ、その後に同枠で主演した作品（『白い影』、『砂の器』、『ATARU』）はすべて高視聴率を記録している。また、神木隆之介のドラマデビュー作でもある。

## キャスト
黒沢丈一
演 - 中居正広
本作の主人公。小さな映画制作会社ヒューマンピクチャーズに務めている。
出版社に勤める明子と出会い結婚するが、結婚式当日に社長が夜逃げし、8千万円もの借金を抱えることになる。
黒沢明子
演 - 鶴田真由
出版社に勤めるエディター。前の夫と3年前に離婚し、息子の直也と母ひとり子ひとりで暮らしていた。
担当していた作家の小説の映画化を申し込んできた丈一と出会い、明るく能天気な性格に惹かれ再婚する。
黒沢直也
演 - 神木隆之介
明子の5歳の息子。映画の子役を探していた丈一の目にとまったのが最初の出会いだった。
沢村太一
演 - 段田安則
丈一の上司。日本映画に対して熱い情熱とこだわりを持っている。
車ひなこ
演 - 矢田亜希子
丈一の会社の後輩。丈一に密かに思いを寄せている。
車五郎
演 - 六平直政
ひなこの父。不動産業を営んでいる。
小原徹
演 - 高橋克実
明子の上司。
五条文彦
演 - 笹野高史
丈一の上司。
臼井部長
演 - 升毅
大手映画制作会社、大宝の部長。
赤月伸夫
演 - 石川太門
丈一の会社の後輩。
白木省吾
演 - 山本耕一
明子の父。
白木光代
演 - 小林千登勢
明子の母。
黒沢澄子
演 - 岸田今日子
丈一の母。東京の下町で、亡き夫が残したせんべい屋、黒澤本舗を営んでいる。
父親のいなかった丈一に対して子どもの頃から厳しく、他人に対しても容赦のない性格。
高木善次郎
演 - 小林稔侍
映画制作会社ヒューマンピクチャーズの社長。丈一を借金の保証人にしたまま、夜逃げしてしまう。
黒沢早苗
演 - 伊藤蘭
丈一の姉。結婚に一度失敗して実家に戻り、母とともにせんべい屋を営んでいる。
母親譲りで気が強く江戸っ子気質の性格。
千幻薫
演 - 佐野史郎
明子が担当している人気作家。ワガママで自分のことは何一つ出来ないため、手がかかる。
丹下卿太郎
演 - 佐野史郎
不吉な風貌の弁護士。借金を抱えた丈一家族の周りを彷徨く。千幻先生に瓜二つ。

## スタッフ
- 脚本：君塚良一（全話）
- プロデュース：貴島誠一郎、伊佐野英樹
- 演出：清弘誠、金子文紀、伊佐野英樹
- 主題歌：布袋寅泰「NOBODY IS PERFECT」
- 制作：TBS

## 放送日程
| 各話                                                       | 放送日  | サブタイトル | 演出       | 視聴率 |
| ---------------------------------------------------------- | ------- | ------------ | ---------- | ------ |
| 第1話                                                      | 4月11日 | 天国と地獄   | 清弘誠     | 15.9%  |
| 第2話                                                      | 4月18日 | 仁義なき戦い | 清弘誠     | 12.7%  |
| 第3話                                                      | 4月25日 | 爆裂夫婦喧嘩 | 金子文紀   | 11.7%  |
| 第4話                                                      | 5月2日  | 走れ子供の日 | 金子文紀   | 9.7%   |
| 第5話                                                      | 5月9日  | 1億円ゲット  | 清弘誠     | 11.4%  |
| 第6話                                                      | 5月16日 | 運勢急上昇!! | 清弘誠     | 10.5%  |
| 第7話                                                      | 5月23日 | 元気をあげる | 金子文紀   | 10.1%  |
| 第8話                                                      | 5月30日 | 新旧パパ対決 | 伊佐野英樹 | 11.3%  |
| 第9話                                                      | 6月6日  | 愛ある別れ   | 清弘誠     | 9.3%   |
| 第10話                                                     | 6月13日 | 涙の大決断   | 金子文紀   | 10.1%  |
| 第11話                                                     | 6月20日 | 強烈リベンジ | 伊佐野英樹 | 8.9%   |
| 最終話                                                     | 6月27日 | 奇跡の大逆転 | 清弘誠     | 11.6%  |
| 平均視聴率 11.1%（視聴率は関東地区・ビデオリサーチ社調べ） |         |              |            |        |